# Universiteit Bordeaux I
De Universiteit Bordeaux I of Université Bordeaux 1 Sciences et Technologies was een universiteit in de Franse stad Bordeaux die zich beperkt tot de domeinen van de natuurwetenschappen, de wiskunde en de informatica.
De universiteit is in 1971 voortgekomen uit de Universiteit van Bordeaux, die toen in 4 delen is gesplitst. Sinds 2014 is de Universiteit Bordeaux I weer opgegaan in de gefuseerde Universiteit van Bordeaux.